# 鴨島町山路
鴨島町山路（かもじまちょうさんじ）は、徳島県吉野川市の大字。2010年10月1日現在の人口は1,247人、世帯数は414世帯。郵便番号は〒776-0036。

## 地理
吉野川市の南東部に位置。南部は山地で、東西に連なる尾根が名西郡神山町と接する。東は鴨島町上浦、西は鴨島町森藤、北は鴨島町麻植塚に接する。
集落は平坦地が大半を占め、南部山麓の谷あいや段丘に散在している。中央部を麻名用水、飯尾川が東流している。

### 河川
- 飯尾川
- 麻名用水

### 小字
| - 東野 - 阿葉谷 - 江渕 - 岡原 - 樫原 | - 神ノ木 - 黒岩 - 坂口 - 山路屋敷 - 十二騎 | - 常玄 - 生福 - 田渕 - 堂原 - 中ノ畑 | - 西寺谷 - 東生福 - 東寺谷 - 東原 - 日ノ浦 | - 廣谷 - 道ノ北 - 宮ノ西 - 宮ノ南 - 山ノ南 |  |

## 歴史
- 2004年（平成16年）10月1日 - 麻植郡鴨島町が川島町・山川町・美郷村と合併して吉野川市となり、現在の町名となる。

## 施設
- 吉野川市立森山小学校
- 玉林寺 - 阿波西国三十三観音霊場
- 仙光寺
- 善正寺
- 熊野神社
- 國一八幡神社

## 交通

### 道路
都道府県道
- 徳島県道240号西麻植下浦線